# Ming Csia-csing kínai császár
Ming Csia-csing (1507. szeptember 16. – 1567. január 23.) kínai császár 1521-től haláláig.
Ming Cseng-tö unokatestvéreként született, és nagybátyja halála után lépett a trónra. Hírhedten kegyetlen emberként tartották számon, aki az ellentmondani merészelő hivatalnokok százait bocsátotta el, kínoztatta meg, vagy éppen végeztette ki. A kormányzást néhány kegyencére bízta, akik nemigen törődtek a külső fenyegetésekkel. A mongol törzsek Altan kán vezetésével betörtek az északnyugati határrészre, és több ízben a kínai fővárost, Pekinget is ostrom alá vették. Japán kalózok a partmenti kereskedelmet akadályozták, a déli tartományokban pedig felkelések robbantak ki.
A császár e bajok közeppette a taoista alkímia támogatásával töltötte az idejét, és különösen élete vége felé rengeteg pénzt fordított az életét meghosszabbító varázsszer megalkotására.  Kísérletei nem jártak eredménnyel. 46 évnyi uralom után, 59 évesen hunyt el. A trónon fia, Ming Lung-csing követte.

## Lásd még
- A Ming-dinasztia családfája

| Előző uralkodó: Ming Cseng-tö | Kínai császár 1521 – 1567 | Következő uralkodó: Ming Lung-csing |